# Ura e Kordhocës

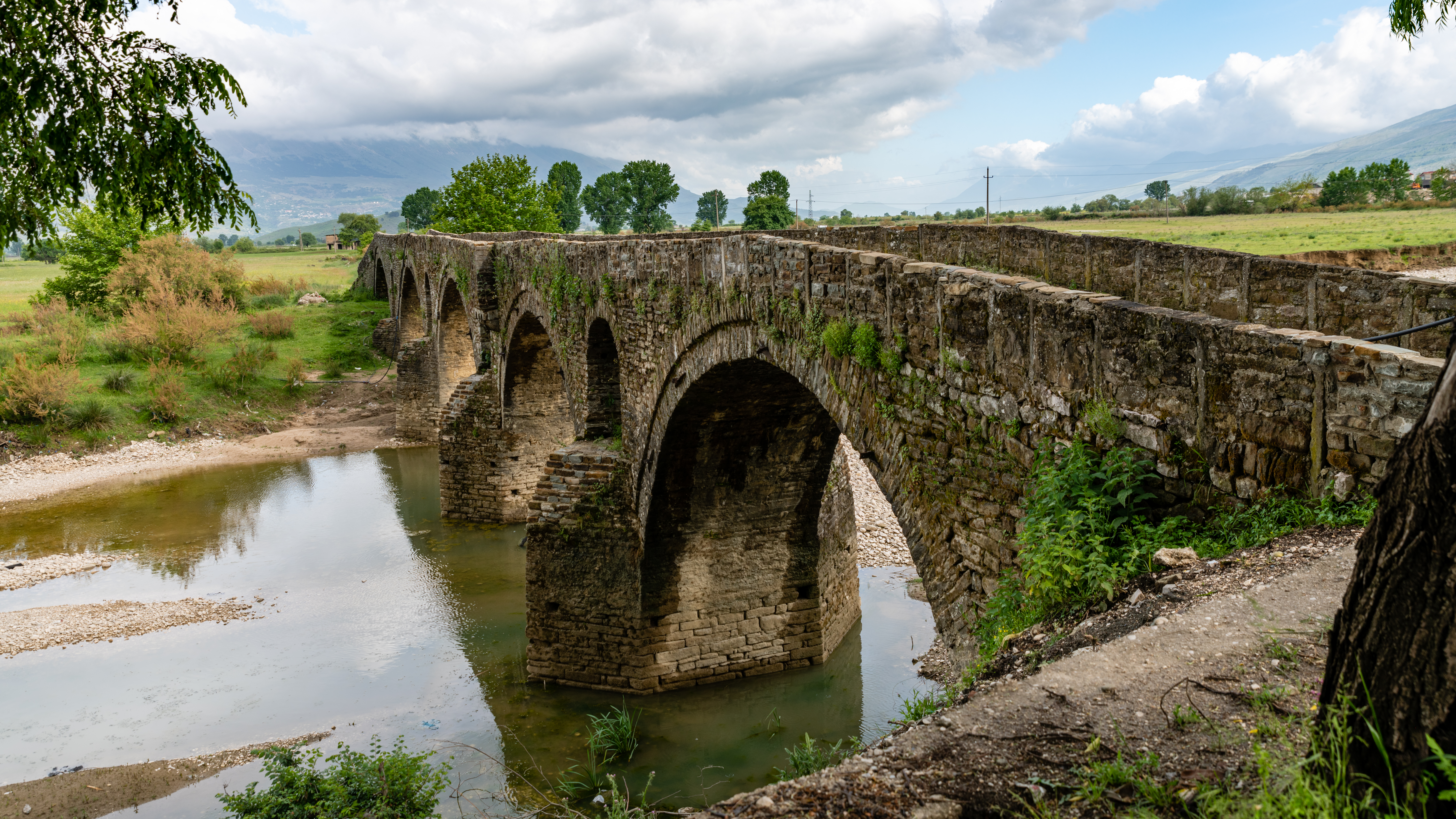
Nordseite der Brücke (2019)

Die Ura e Kordhocës (albanisch für Brücke von Kordhoca) ist eine osmanische steinerne Bogenbrücke nördlich des kleinen Orts Kordhoca in Albanien und etwa zwei Kilometer südlich von Gjirokastra. Sie überspannt den Drinos auf einer Meereshöhe von etwa 200 Meter und gehört zu den wichtigsten Bauwerken der Region aus osmanischer Zeit.
Die Brücke wurde im 19. Jahrhundert erbaut. Sie stellte die wichtigste Verbindung der Stadt Gjirokastra und anderer Orte am Berghang des Mali i Gjerë zur landwirtschaftlich bedeutenden Ebene Dropull auf der anderen Seite des Flusses und zur Kleinstadt Libohova dar.
Das Bauwerk ist rund 103 Meter lang und 3,7 Meter breit. Es besitzt fünf Bögen und vier Pfeiler. In jedem Pfeiler ist je ein Rundbogen-Fenster eingebaut. Die Bögen sind neun bis elf Meter weit. Die einigermaßen ebene Brücke überquert den Fluss in sieben Metern über dem üblichen Wasserstand. Die Brücke wurde aus eher kleinen Steinbrocken aus grauem Kalkstein und mit rauer Oberfläche errichtet.
Die Ura e Kordhocës war in den 1970er und 80er Jahren Drehort der drei Filme Muri i Gjallë, Dasma e Sakos und Ja Liri, Ja Vdekje des albanischen Kinostudios Shqipëria e Re.

## Anmerkungen

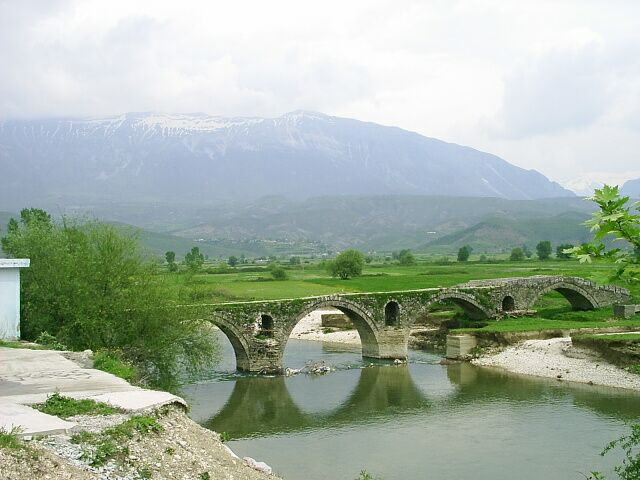
Östlicher Teil der Brücke